# 29 Armia Ogólnowojskowa
29 Armia Ogólnowojskowa (ros. 29-я общевойсковая армия) – związek operacyjny wojsk lądowych Sił Zbrojnych Federacji Rosyjskiej, stacjonujący we Wschodnim Okręgu Wojskowym.
Armia została sformowana zgodnie z dekretem Prezydenta Federacji Rosyjskiej z 6 lipca 2010 i dyrektywą Ministra Obrony FR z 18 lipca. Dowództwo i sztab stacjonuje w mieście Czyta.